# Art Ford’s Jazz Party
Art Ford’s Jazz Party war eine auf die Präsentation von Jazzmusik ausgerichtete Sendereihe des New Yorker Fernsehsenders WNTA-TV mit Folgen von 90 Minuten, die 1958 in den Vereinigten Staaten von Amerika ausgestrahlt wurde.

## Geschichte der Sendereihe
Die von dem Produzenten und Regisseur Art Ford (1921–2006) präsentierte Sendung wurde in 30 Folgen vom 8. Mai 1958 bis zum 25. Dezember 1958 ausgestrahlt. Die Sendereihe war eine Fortsetzung von Art Ford’s Greenwich Village Party, die auf dem DuMont Television Network ausgestrahlt worden war. Die jeweils 90-minütigen Shows, die auch vom Armed Forces Television übernommen wurden, entstanden  in einem Fernsehstudio in Newark, New Jersey; lediglich die letzte Folge mit Veteranen des New Orleans Jazz wurde am 11. August 1958 in New Orleans aufgezeichnet.
Billie Holiday gastierte im Mai und Juli 1958 drei Mal in Art Ford's Jazz Party; Dan Morgenstern schrieb: „Manche meinen, es sei kein Gesang mehr, was Billie da aufführt; nennen Sie es, wie Sie wollen, eins ist jedenfalls sicher: Es ist außerordentlich kommunikativ“. Bei ihren Auftritten bei der Jazz Party wurde die Sängerin u. a. von Georgie Auld, Tyree Glenn, Mary Osborne, Harry Sheppard und Mal Waldron begleitet.
In der Sendereihe traten außerdem u. a. Nat und Cannonball Adderley, Coleman Hawkins, Buster Bailey, Vinnie Burke, Charlie Shavers, Buck Clayton, Roy Eldridge, Abbey Lincoln, J. C. Higginbotham, Jimmy McPartland, Les Paul, Dick Hyman, Anita O’Day, Teddy Charles, Rex Stewart, Maxine Sullivan, Ben Webster und Lester Young auf.
In den Sendungen der Jazz Party spielte zusätzlich zu den Solisten häufig eine drei- bis vierköpfige Bläsergruppe (meist Trompete, Posaune und zwei Saxophone); dies waren Mitglieder einer Studioband, lokale Musiker aus New Jersey, um die Auflagen der Musikergewerkschaft Musicians Union zu erfüllen.